# Руська хліборобська партія
Рý́ська хліборо́бська пá́ртія — партія, заснована 1920 року в Ужгороді групою української (народовецької) інтелігенції: о. Августином Волошин, о. Віктором Желтваєм, Юлієм Бращайком, Августином Штефаном та селянином А. Товтом, який був першим головою партії.
Органом партії була «Руська Нива» (1920–1924, редактори Михайло Бращайко і М. Шутко).
1924 року Руська хліборобська партія змінила назву на Християнсько-народна партія, а органом її став тижневик «Свобода».
За допомогою діяча Чехо-Словацької народної партії о. Яна Шрамека Руська хліборобська партія здобула один мандат у празькому парламенті для Августина Волошина (1925–1929).
Партія гуртувала частину інтелігенції і духовенства, ширшої підтримки у масах не мала.
У рамках спорідненої чеської народовецької партії користувалася автономією. Восени 1938 року самоліквідувалася, давши підтримку єдиній тоді українській політичній організації на Закарпатті — Українському національному об'єднанню.